# Eala Frya Fresena

Wappen Ostfrieslands mit dem später hinzugefügten Wahlspruch

Eala Frya Fresena ist ein friesischer Wahlspruch und wird gelegentlich als zentraler Ausdruck der Friesischen Freiheit hervorgehoben. Er soll am Upstalsboom, einem mittelalterlichen Versammlungsplatz nahe Aurich, von den versammelten Friesen ausgerufen worden sein. Die Redeweise ist jedoch erst im 16. Jahrhundert belegt, und nur als Trinkspruch. Sie wurde im späten 18. Jahrhundert mit dem Upstalsboom in Verbindung gebracht.

## Trinkspruch
Die historische Bezeugung des Satzes setzt erst spät ein, und zwar nicht in Ost-, sondern in Westfriesland (westlich der Lauwers). Nach dem Germanisten Pieter Sipma ist der als offenbar sprachlich verderbter Spruch im Altfriesischen überhaupt nicht belegt, sondern soll zum ersten Mal 1588 bei Cornelius Kempius auftauchen. Dieser bezeugt, dass man in Friesland die Gäste mit einem vollen Trinkbecher begrüßt und sie zu einem Händedruck und einem Kuss einladet: Het ghildt eele ffrye ffryse („Es gilt Dir Heil, freier Friese!“ oder „Es gilt Dir, edler freier Friese!“). Der Gast sollte antworten: Ffaer wael ele vrye ffrise („Es gehe Dir wohl, edler freier Friese!“). Beim Zutrinken hätte man zudem nicht zwischen Männern und Frauen unterschieden. Es handelt sich zwar nicht um den ältesten Hinweis. Bereits Reyner Bogerman erwähnt in seiner Sprichwortsammlung aus 1551 den verkürzten Satz: ey ele Frese. Dennoch ist die Überlieferung dünn.
Spätere Versionen sind ebenfalls kürzer, wie 1617 bei dem Juristen Sibrandus Siccama Ela fria Fresa! oder im Plural Ela fria Fresena!, verzeichnet in seiner Ausgabe der altfriesischen Gesetze. Laut Siccema war es bis zum Ende des 15. Jahrhunderts die übliche Begrüßung, die aber unter die sächsische und geldrische Herrschaft nach 1498 außer Gebrauch gekommen war. Es wird vermutet, dass man schon in seiner Zeit die ursprüngliche Bedeutung der Wörter nicht mehr kannte, weshalb der Satz auf Lateinisch als nobiles liberi Frisones, d. h. „edle freie Friesen“ aufgefasst wurde. Siccama beruft sich zudem auf eine ungenannte holländische Chronik, in der die Friesen des „Keysers vrije“ genannt wurden, weil sie ihre Freiheit Karl des Großen verdankten.
Das Wort eal oder eel („edel“) ist im Westfriesischen des 19. Jahrhunderts relativ gut belegt.
Eine derartige (innerlich widersprüchliche) Standesbezeichnung ist jedoch aus dem Mittelalter nicht bekannt.

## Englische Gegenstücke
Es handelt sich um einen Spruch, der möglicherweise auf eine englische Sage bei Geoffrey von Monmouth zurückgeht, nach der die verräterische Rowena, Tochter des legendären Heerführers Hengest ihrem König Vortigern den Becher reichte mit den Wörtern: Lauerd King, waesseil! („Lord König, seid gesund!“). Dieser hätte den Pokal angenommen und den Segenswunsch mit einem Drichheil! („Trinke gesund!“) begegnet. Der in England weit verbreitete Trinkspruch lautete deshalb Waes hael!, worauf Drinc hael! geantwortet wurde. In niederländischen Texte wurde daraus im 16. Jahrhundert Wacht heyl! und Drinct heyl!
In der westfriesischen Geschichtsschreibung des späten 16. Jahrhunderts hat man Hengest für einen Friesen gehalten und seine vermeintliche Trinksitten als friesisch erkannt. Die Anlehnung am englische Trinkrituale wurde wohl dadurch gefördert, das man in England und Westfriesland ähnliche Trinkgefäße (in England die sogenannten Wassail-cups) und ähnliche Trinkhörner benutzte, um die Getränke herumzureichen.
Inwiefern der Satz tatsächlich zu den praktizierten Trinksitten gehörte, bevor er im 19. Jahrhundert wiederentdeckt wurde, ist ungewiss.

## Sprachliches
Die Übersetzung des Satzes ist umstritten. Die Autoren des 17. Jahrhunderts meinten, es handle sich um „edle freie Friesen“, doch seit Mitte des 18. Jahrhunderts wurde das Wort ela oder eala zunehmend als Interjektion („Wohlauf!“, „Seid gegrüßt!“, „Willkommen!“ „Ach!“ oder „O [freie Friesen]!“) aufgefasst.
Die Schreibweise Eala fria Fresena wurde erst 1746 vom ostfriesischen Regierungsrat Matthias von Wicht in Anlehnung an altenglische Beispiele eingeführt. Von Ostfriesland aus hat sie sich sodann um 1840 in Westfriesland und später auch in Nordfriesland verbreitet.
Die Interjektion ēalā findet sich zwar im Altenglischen. Diese kann jedoch nicht unmittelbar mit Eala frya Fresena in eine direkte Beziehung gebracht werden, da der altenglische Diphthong ēa (wie bei brēad „Brot“) im Altfriesischen in der Regel einem gedehnten ā (brād) entspricht. Der Freudenruf hilla! („Juchhei!“) ist immerhin 1640 bei dem Dichter Gysbert Japicx bezeugt und entspricht einer ähnlichen Form im Englischen. Als heila! oder hela! ist er spätestens seit 1684 im Niederländischen bezeugt. Es könnte sich sodann, nach Analogie mit dem Ausruf hol(l)a („Hallo da! Warte Mal! Pass auf!“), um eine Neubildung handeln, in der man den älteren Freudenruf ei, hé oder heah mit dem französischen Partikel -là („da“) verbunden hat. Nachträglich dürfte man darin das altenglische ēalā erkannt haben.
Immerhin ist es nicht ganz auszuschließen, dass es sich ursprünglich um das altfriesische Wort ēthel („adelig, edel“) gehandelt hat. Das Wort eel („edel“) ist seit 1503 im Niederländischen belegt. Das Westfriesischen eal oder eel ist erst im 19. Jahrhundert dokumentiert, doch war der entsprechende Personenname Eelka bereits im Spätmittelalter verbreitet.
Vor allem in Deutschland setzte sich seit dem 19. Jahrhundert die Interpretation durch, dass das Wort eala auch als „Heil“ verstanden werden könne. Sprachlich wäre das nicht unmöglich, doch gibt es dafür keine konkrete Hinweise.
Weshalb man die Form Fresena in dem (in diesem Zusammenhang selten belegten) Genitiv Plural wiedergegeben hat, ist nicht eindeutig geklärt. Laut des Sprachforschers Pieter Sipma gibt es einen Präzedenzfall (agene „Augen“). Der Historiker Georg Sello glaubt zwar, man hätte den niederdeutschen (oder frühniederländischen) Nominativ Fresen durch Anhängung eines dem Altfriesischen entlehnten Plural-a „friesisch aufputzen“ wollen. Doch konnte Siccama zurückgreifen auf ein seitdem verschollenes altfriesisches Manuskript des 15. Jahrhunderts, in dem die korrumpierte Wortbildung bereits mehrfach vorhanden war.

## Neubelebung im 19. und 20. Jahrhundert
Der Spruch wurde in der Spätaufklärung wiederentdeckt und neubelebt. Das war vor allem dem ostfriesischen Historiker und Landschaftssekretär Tileman Dothias Wiarda zu verdanken, der seit 1777 seine Darstellung der mittelalterlichen Landtage am Upstalsboom mit einem romantisch gefärbten Gedanken über altherkömmliche Trinksitten, volkstümliche Bräuche und vermeintliche Freiheitsretorik verband. In einem 1818 abgefasstes Schrift heißt es:

„Es läßt sich daher bei solchen Landtagen, wozu jedermann den freien Zutritt hatte, auf den Zusamsammenfluß vieler Menschen aus allen Klassen rechnen. […] Diese fremden Gäste werden dann, nach allgemeiner vaterländischen Sitte, mit einem Händedruck, mit einem Kusse und dem friesischen Gruße: Eala fria Fresena, willkommen du freier Friese, von Männern, Weibern und Dirnen empfangen seyn. Bei den Friesen war es auch alten Herkommens, daß dem Fremden zum Willkommen aus einem, mit Wein oder Bier angefüllten Trinkhorn oder Becher zugetrunken wurde: het ghild eele frye Freese, dir gilt es, edler freier Friese; worauf dieser den ihm gereichten halb geleerten Becher annahm, und denn mit den Worten zurück gab: Faer wel eele frye Freese, d.i. auch es gehe dir wohl, oder es bekomme dir wohl, edler freie Friese. Hierauf gaben sie sich die rechte Hand, und küßten sich ohne Unterschied des Geschlechts. […]
Daß die Friesen, nach alter germanischer Gewohnheit, nach verrichteten Landtags-Geschäften am Abend, oder wohl gar bis zu den frühen Morgen wacker werden gezechet haben, und es an Volkslustbarkeiten nicht gefehlet haben mag, darf wohl nicht bezweifelt werden.“

Damit entwarf Wiarda, wohl von den politischen Ereignissen seiner eigenen Zeit beeindruckt, das Bild einer idealisierten Volksversammlung, der zugleich als Wunschbild für eine ersehnte demokratische Zukunft dienen konnte. Der Spruch bildete bei ihm einen Gegenstück zur zeitgenössischen Parole „Freiheit, Gleichheit und Brüderlichkeit“ (so Martin Tielke).
Der überlieferte Satz Eala frya Fresena wurde im 19. Jahrhundert politisch instrumentalisiert und in den Westfriesland, Ostfriesland und Nordfriesland auf unterschiedlicher Weise eingesetzt.

### Ostfriesland
In Ostfriesland wurde der Spruch zur Parole einer Regionalbewegung, die die Wiederherstellung der altständischen Selbstverwaltung zum Ziel hatte. Er diente zum Beispiel als Wappenspruch auf einem kostbaren Tafelaufsatz in Gestalt eines Upstalbooms, den die ostfriesischen Landstände 1843 dem Kronprinzen von Hannover als Brautgift überreichten. Doch wurde er auch von den Demokraten übernommen und politisch umgesetzt, wie bereits in einem „friesischen Volkslied“, das Rudolf Ihnen 1842 veröffentlichte (siehe unten). Im Revolutionsjahr 1848 ließen sich die Stände vorübergehend von der aufgeheizten Stimmung mitreißen. Zu lange hätten die Ostfriesen vom ererbten Ruhm des Upstalsbooms gezehrt und gezecht, jetzt solle man handeln, warnten die Demokraten. In einem Grußwort an die Frankfurter Nationalversammlung heißt es:

„Denn wir sehen, dass ihr einen Upstallsboom für ganz Deutschland aufgeplanzt habt zu Frankfurt. Um diesen Baum deutscher Freiheit wollen wir mit euch uns schaaren und mit ihm wollen wir mit Euch stehen und fallen. Deshalb begrüßen wir Euch und alle Deutschen statt mit dem altfriesischen Eala frea Freesena! mit dem deutschen Brudergruß: Heil Euch, ihr freien deutschen Männer!“

Bald verwehte der liberale Zeitgeist. Der ostfriesischen Lokalpatriotismus verband sich wiederum mit restaurativen Gedanken adelig-großbäuerlicher Prägung. Der Satz diente fortan als Wappenspruch des alten Upstalsboomwappens, zum ersten Mal in der 1848 fertig gestellten Ständesaal der Ostfriesische Landschaft in Aurich. Auf ähnlicher Weise erschien der Spruch 1865 auf einen Gedenktaler zur Schlacht bei Waterloo (1815) sowie auf einen zweiten, der die 50-jährige Zugehörigkeit Ostfrieslands zu Hannover feierte.
Spätestens um die Jahrhundertwende wurde der Freiheitsspruch jedoch erneut von fortschrittlichen Politikern sowie von der eher bürgerlichen ausgerichteten Heimatbewegung aufgegriffen. Er schmückte Aushangschilder und farbig gedruckte Wandtafel, später auch silberne Löffel, Teedosen und Notgeldschienen. Die Sonntags-Beilage der Emder Zeitung bekam 1894 den Namen Eyla frya Fresena. Der liberale Reichstagsabgeordneter Jan Fegter aus Norden führte 1912 seinen Wahlkampf auf platt mit dem Gedicht „Jan müt rin“:
Un in de Rieksdag hört en Mann,

En Fegter! — un kin Engelkes!

Eala frya fresena!

Wi sund en Volk van fräe Frasen!
In der Nazizeit wurde den Satz als Beweis altherkömmlicher friesischer Heldenmut in den Katalog deutscher Regionalsprüche aufgenommen. Eala frya fresena! galt demzufolge als Kampfruf eines „Friesen-Bataillons“, das Sommer 1940 nach Frankreich hervorstieß, bevor es nach Dänemark und Russland verlegt wurde. Dessen ungeachtet blieb den Satz auch in den Nachkriegsjahren im allgemeinen Gebrauch, jetzt als Teil einer verbindlichen regionalen Identität, die auch von den Behörden gern angesprochen wurde. Er diente zudem als Wappenspruch zum ehemaligen fürstlichen Wappen, das hinfort als Landschaftsemblem benutzt wurde. Zunehmend wurde er mit der touristischen Marke Ostfriesland verbunden. Der in Beton eingelassene Spruch ist seit 2018 zusammen mit den Wörtern „Friesische Freiheit“ am Upstalsboom zu lesen. Der Spruch, der Ort und den Begriff der „friesische Freiheit“ gelten heutzutage in Ostfriesland – so der Historiker Paul Wessels – durchaus als Synonyme.

### Niederlande
Der umformulierte Satz Ela frya Fresena wurde in den Niederlanden seit etwa 1840 in liberalen Flugschriften verwendet.
Seit dem Ausgang des 19. Jahrhunderts war es einer der Parole der nationalfriesischen Bewegung, die vor allem auf Gleichberechtigung der eigene Sprache, Kultur und Wirtschaft hinzielte.

## Friesische „Volkslieder“
Sängerfeste, Lieder, Gedichte und Trinksprüche spielten in den demokratischen Bewegungen des 19. Jahrhunderts eine große Rolle. Sie wurden ebenfalls von den Burschenschaften übernommen. Das 1811 gegründete Corps Frisia in Göttingen führte bereits Mitte der 1820er Jahre den Wahlspruch Eala frya Fresena! („Heil dem freien Friesen!“) in seinem Wappen. Der Sprachforscher Johan Winkler erzählt von seiner Studentenzeit in Amsterdam, um 1865:

„‚Auf das alte Vaterland!‘ lautete unserer Trinkspruch, als wir die Bierkrüge gegeneinander stießen: ‚Und auf alle freie Friesen!‘ war die Antwort. Eala fria Fresena! – damit begrüßten wir uns beim Eintreten, so wie es die alten Friesen taten. Ljeavor dead as slav! Das war unser Slogan. Wir sangen ‚Fries’sch Blut, steig auf! Nun wolle brausend werden‘ und ‚War'n die alten Friesen frei, Friesensöhne sind auch wir, juchhei!‘“

Die nationale Liedkultur wurde in Deutschland jedoch, mehr als in den Niederlanden, spätestens während der Kaiserzeit zunehmend in einen konservativen und antidemokratischen Diskurs eingebunden.
Das älteste Lied mit dem Titel „Ela fria Fresena“ wurde 1828, gewissermaßen als Wahlspruch, im Vorwort des autobiographischen Romans Rhonghar Jarr des Berufsrevolutionärs Harro Harring aufgenommen. Harring lebte damals im Exil in München. Ob das Lied – der Autor nannte es einen Psalm – jemals gesungen wurde, ist nicht überliefert.
Ich will die Friesen grüßen

Im fernen Vaterland;

Ich will die Muscheln küssen

Am theuren Friesenstrand!
„Eala Frya Frisia“ lautet der Refrain eines „Friesischen Volkslieds“, das der Demokrat Rudolf Justus Ihnen aus Leer 1842 im ersten Heft der Emder Zeitschrift Frisia publizierte. Es galt im 19. Jahrhundert als ostfriesische Nationalhymne. Die ersten Strophen lauten (mit einer Anspielung auf Goethe):
Auf den meerentrung’nen Wiesen

An der wilden Nordsee Strand,

Wohnen wir, wir freie Friesen,

Stolz auf unser Vaterland.

Das der Freiheit edlen Sproß

Stets genährt in seinen Schooß.

Hoch erschall es fern und nah:

Eala fria Fresena!
Weniger erfolgreich war ein kämpferisches Lied des Lehrers Hinrich Janssen Sundermann aus Hesel, das den Titel „Eala Fria Fresena“ trug und Theodor Körners „Bundeslied vor der Schlacht“ nachgeahmt war:
Willkommen hier, Ihr fries'schen Brüder alle,

Aus Gauen fern und nah!

Als Brudergruß und Lösungswort erschalle

Hoch Fria Frisia!
Die Popularität des „Friesischen Volkslieds“ wurde jedoch bald vom nostalgischen Ostfrieslandlied des linken Demokraten Enno Hektor („In Oostfreesland is't am besten“) überholt, das sich seit 1850 zuerst in Studentenkreisen, sodann auf dem Lande in unterschiedlicher Fassungen verbreitete.
Der westfriesche Dichter und Politiker Pieter Jelles Troelstra publizierte 1886 in Anlehnung an die ostfriesische Vorlage das auf Westfriesisch abgefasste Lied „Eala fria fresena“, das an dritter Stelle im wichtigen Liederbuch Ny Frysk Lieteboek aufgenommen wurde.
Fan 'e wylde see besprongen,

Tûzen kearen op 'en nij,

Faak bekampe, nea betwongen,

Wien' de Friezen rûn en frij;

Frijdom wie de heechste wet

Yn it eale Friez'ne hert;

Mannen, sjong, Mannen sjong,

Mannen, sjong 't elkoar dan ta:

„Eala fria Fresena!“
Vom wilden Meer angegriffen,

Tausendmal und immer wieder,

Oft gekämpft, nie unterworfen,

Sind die Friesen entkommen und frei;

Freiheit war das höchste Gesetz

Im edlen friesischen Herzen;

Männer, singt, Männer, singt,

Männer singt einander zu:

„Eala fria Fresena!“
Hermann Allmers öffnete seine 1860 publizierte Dichtungen mit dem Gedicht „Friesengruß“. Hierin wurde den Satz „Eala frya Fresena“ mit dem als Friesenspruch qualifizierten Motto „Lieber todt als Sklave“ in Verbindung gebracht.
Für den Rüstringer Heimatbund komponierte Allmers 1892 einen Friesensang oder Friesenlied „Eala Freya Fresena“ mit dem an Ernst Moritz Arndt erinnernden Motto „Von Niederlands Küste bis Dänemarks Strand“. Das Lied wurde in unterschiedlicher Fassungen und mit verschiedenen Titeln in mehreren Liederbüchern aufgenommen und häufig in Nord- und Ostfriesland aufgeführt.
Ja, wir wollen uns freu'n, daß wir Friesen sind,

Und die Heimat, die prangende, preisen

Und in kühnlichem Kampf wider Wogen und Wind

Uns wacker und würdig erweisen,

Doch am heiligsten halten das Herzensband,

Das uns fesselt ans grössere Vaterland!
Trotz des Nationalpathos wurde das Lied noch in den Nachkriegsjahren ins Westfriesische, ins Mooring (Nordfriesland) und ins ostfriesische Niederdeutsch übersetzt. Die unterschiedliche Fassungen erschienen 1955 im Liederbuch Frisia Cantat.
Eyla frya Fresena! war ebenfalls der Titel einer Sammlung von Heimatballaden, die der aus Norden stammende Literaturwissenschaftler und spätere Kurdirektor Willrath Dreesen 1906 veröffentlichte.

## Moderne Umdeutungen
Neuerdings wird behauptet, der Spruch sei als Umkehrung der feudalen Unterwerfung des Niederkniens zu verstehen. Er soll deshalb als „(Steht) auf, (ihr) freien Friesen!“ oder „Erhebt euch, (ihr) freien Friesen!“ verstanden werden. Diese Interpretation verbindet sich zwar mit einem anderen westfriesischen Spruch („Wir Friesen knien nur vor Gott“), ist historisch jedoch nicht belegbar. Sie wurde im März 2004 auf Wikipedia veröffentlicht und hat sich seitdem verbreitet.
Als passende Antwort auf Eala Frya Fresena soll, jedenfalls in Ostfriesland, der niederdeutsche Ausruf Lever dood as Slaav („Lieber tot als Sklave“) gelten. Letzterer Ausspruch lautet auf Nordfriesisch Lewer duad üs Slav und ist zugleich Wahlspruch im nordfriesischen Wappen. Er entstammt in dieser Form dem Nationaldenken des 19. Jahrhunderts. Der gleiche Spruch Leaver dea as slaef ziert seit 1951 das westfriesische Freiheitsdenkmal in Warns bei Stavoren. Ob es sich um einen aktuellen Brauch handelt, darf bezweifelt werden. Eher ginge es um eine Reminiszenz an die Burschenschaften des 19. Jahrhunderts.